# Gyorsított szabadeső (AFF) ejtőernyős képzés
A gyorsított szabadeső képzés (AFF, Accelerated Freefall) egy ejtőernyős kiképzési módszer, melynek során a tanuló már az első ugrásánál is 4000 méterről ugrik, kb. 50 másodperc szabadeséssel. Kezdetben kettő, a későbbi ugrások során egy oktató fogja a tanulót, stabilizálja a zuhanását és szabadesés közben tanítja meg a helyes testtartást, a szükséges mozgásokat.

## Előnyei
- Az együtt zuhanás lehetőséget ad arra, hogy az oktatók azonnali visszajelzéseket adjanak a növendéknek és a növendék javíthassa a nem megfelelő mozdulatokat.
- Teljesen személyre szabott a képzés, a növendék a saját tempójában haladhat, a feladatok egyénileg hozzá vannak illesztve.
- Gyors: kilenc szintből áll, ami kilenc ugrásból akár teljesíthető is. Ideális esetben 4-5 nap alatt vizsgázott ejtőernyőssé válhat a növendék.

## Képzési szintek[1]

### I. szint
Két oktató kíséretében (fogásával), min. 3000 méter magasságból, késleltetett nyitású, szabadeső ugrás végrehajtása és ejtőernyővel való földetérés.  Zuhanási feladat: stabil zuhanó testhelyzet gyakorlása, magasság folyamatos  ellenőrzése, ejtőernyő nyitásának imitált gyakorlása szabadesés közben.  Ejtőernyő önálló nyitása 1500 méteres magasságban.
Ereszkedés: oktató – földi jel vagy rádió – irányításával a célterület megközelítése.
A kiugrástól a nyitásig két oktató fogja a tanuló hevederét és kézjelzésekkel közvetlenül segítik a feladat megoldásában. Nem megfelelő manőver esetén közvetlenül korrigálnak.

### II. szint
Két oktató kíséretében (fogásával), min. 3000 méter magasságból, késleltetett nyitású, szabadeső ugrás végrehajtása és ejtőernyővel való földetérés.
Zuhanási feladat: stabil zuhanó testhelyzet gyakorlása, magasság folyamatos  ellenőrzése, ejtőernyő nyitásának imitált gyakorlása szabadesés közben. Helyes lábtartás beállítása, csúsztató testhelyzet gyakorlása. Ejtőernyő önálló nyitása 1500 méteres magasságban.

### III. szint
Két oktató kíséretében (fogásával), min. 3000 méter magasságból, késleltetett nyitású, szabadeső ugrás végrehajtása és ejtőernyővel való földetérés.
Zuhanási feladat: stabil zuhanó testhelyzet gyakorlása, magasság folyamatos  ellenőrzése, kéz és lábtartás helyes beállítása. Egyik oktató mozgásának  megfelelő - jobb, bal irányba elfordulás, előre, hátra mozgás, stb. - követése. Ejtőernyő nyitása 1500 méteres magasságban.

### IV. szint
Egy oktató kíséretében (fogásával), min. 3000 méter magasságból, késleltetett nyitású, szabadeső ugrás végrehajtása és ejtőernyővel való földetérés.
Zuhanási feladat: stabil zuhanó testhelyzet gyakorlása, magasság folyamatos  ellenőrzése, kéz és lábtartás helyes beállítása. Az oktató mozgásának megfelelő - jobb, bal irányba elfordulás, előre-hátra mozgás, stb. - követése. Ejtőernyő nyitása 1500 méteres magasságban.

### V. szint
Egy oktató kíséretében (fogás nélküli) szabadeső ugrás végrehajtása min. 3000  méteres magasságból, ejtőernyővel való földetérés.
Zuhanási feladat: stabil zuhanó testhelyzet gyakorlása. Az oktató utasításának megfelelően jobb és bal irányba 360 fokos - spirál - fordulók végrehajtása, majd az oktató "megfogása", bekötés.
Ejtőernyő nyitása 1500 méteres magasságban.

### VI. szint
Az V. szinten tanultak begyakorlása.

### VII. szint
Egy oktató kíséretében (fogás nélküli) szabadeső ugrás végrehajtása, min. 3000  méteres magasságból, ejtőernyővel való földetérés.
Zuhanási feladat: stabil zuhanó testhelyzet gyakorlása, a légijármű hátra -  fejen - történő elhagyása. Az oktató utasításának megfelelően hátraszaltók végrehajtása, majd a repülőtér irányába csúsztató testhelyzet gyakorlása. Ejtőernyő nyitása 1500 méteres magasságban.

### VIII. szint
Egy oktató kíséretében (fogás nélküli) szabadeső ugrás végrehajtása, min. 3000  méteres magasságból, ejtőernyővel való földetérés.
Zuhanási feladat: stabil zuhanó testhelyzet gyakorlása, önálló kiugrás. Szabadesés  közben az oktató függőleges irányú mozgásának követése, jobb és bal oldalra 360 fokos forduló végrehajtása, hátraszaltó végrehajtása. A feladat végén váltott irányú csúsztatás végrehajtása és önálló nyitás 1500 méteres magasságban.

### IX. szint
Egyedüli szabadeső ugrás végrehajtása 1200 méteres magasságból és az ejtőernyő azonnali nyitása.

## Egészségügyi követelmények
Az orvosi vizsgálatot kizárólag repülőorvos végezheti, de semmilyen teljesíthetetlen feltétel nincs. Aki autót vezethet, az valószínűleg a repülőorvosi vizsgálaton is meg fog felelni.

## AFF oktatók
Az ejtőernyőzésben az egyik legmagasabb képzettségi szint. Az AFF oktató képes arra, hogy mind a stabilan, mind az instabilan zuhanó növendéket kövesse, probléma esetén a zuhanását stabilizálja. Gyors helyzetfelismerése lehetővé teszi, hogy a tanulónak azonnal utasításokat adjon és ezzel gyorsítsa a tanulási folyamatot.